# Эрозионный столб

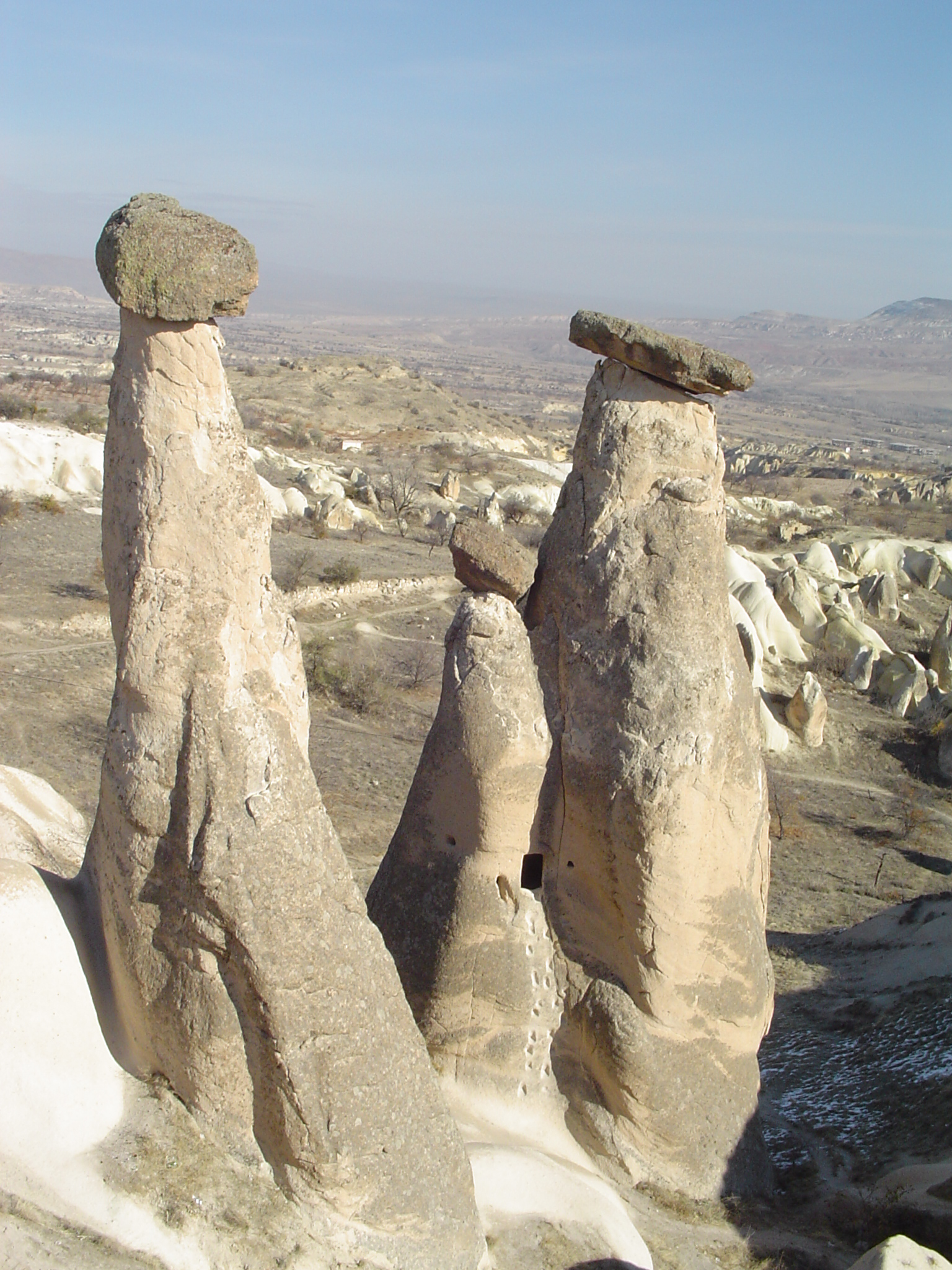
Эрозионный столб в Турции.

Эрозионный столб (встречаются также названия скалистый навес, волшебный дымоход, земляная пирамида) — высокие, тонкие «шипы» скал, выступающие из нижних слоёв аридных бассейнов водоёмов или бедлендов. Эрозионные столбы состоят из относительно мягкой породы, «увенчанной» тяжёлым и трудноразрушимым камнем в верхней части каждого «столба». Они, как правило, формируются в пределах формаций осадочных горных и вулканических пород.
Подобные «столбы» располагаются обычно в пустынях сухих и жарких областей Земли. Основное их отличие от пинаклей и «шпилей» в том, что «столбы» обладают переменной толщиной и иногда описываются как «подобные тотемным столбам». «Шпиль», в отличие от «столба», выглядит более «гладким» и имеет более однородную толщину, которая снижается снизу вверх.
Высота «столбов» варьируется от роста взрослого человека до высоты десятиэтажного здания. Их формы обусловлены чередованием эрозии мягких и твёрдых слоёв породы. Различие цветов «столбов» по всей их высоте объясняется различием залегающих в них минералов.

## Расположение

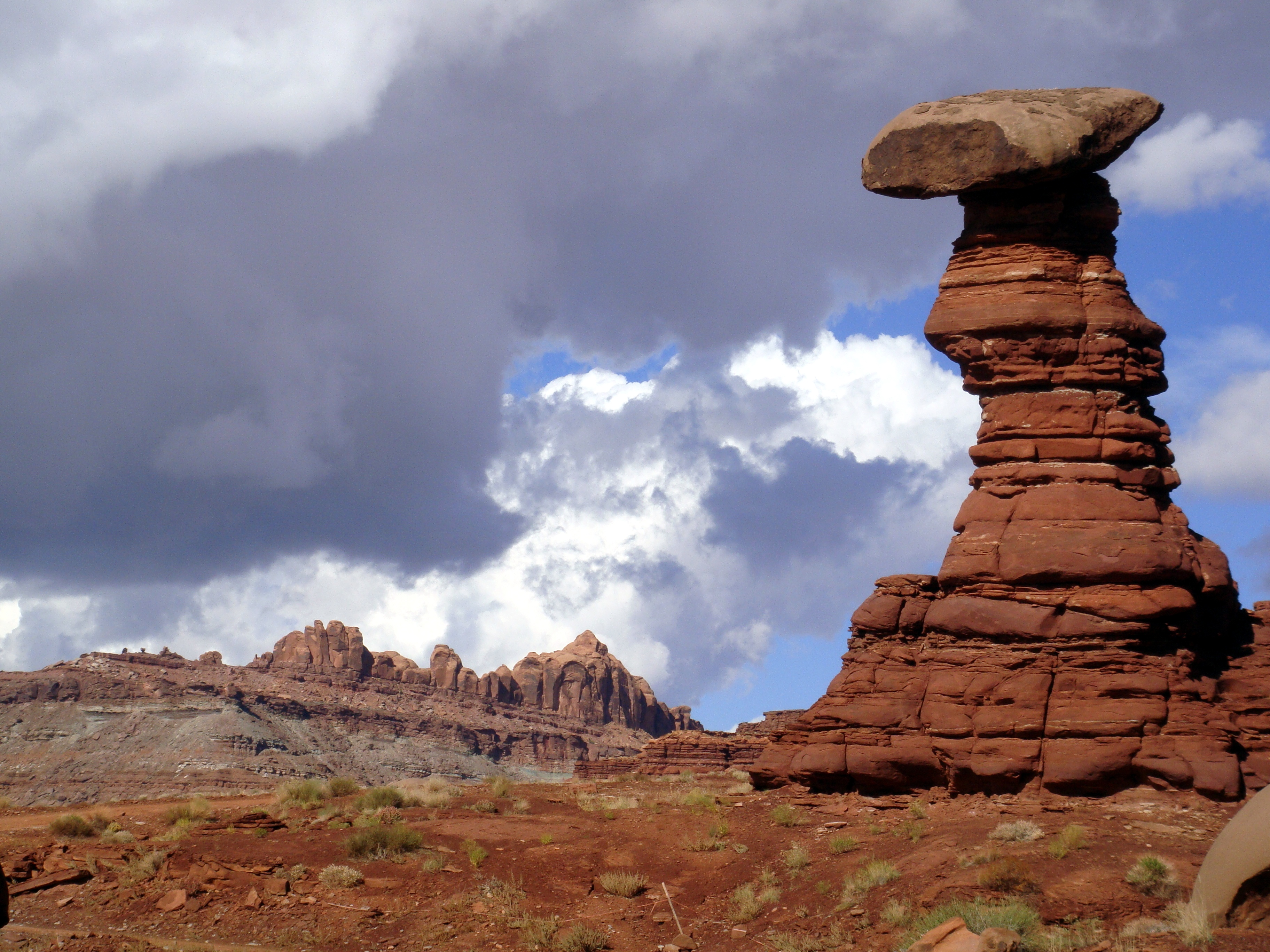

Эрозионные столбы обычно встречаются на плато Колорадо и в районе Бесплодных земель в Северной Америке. Хотя эрозионные столбы разбросаны на протяжении всех этих регионов, во всем остальном мире их не так много, как в северной части национального парка Брайс-Каньон, расположенного в штате Юта.
Эрозионные столбы являются туристической достопримечательностью в Каппадокии, Турция, где в толще этих образований вырезаны жилые помещения. Эти скальные образования были изображены на оборотной стороне новых турецких банкнот 50 лир 2005—2009 гг.
Во Франции такие «столбы» называют «дамы с прическами» (фр. demoiselles coiffées). Большинство из них находятся в департаменте Альпы Верхнего Прованса.
В Сербии, в горном районе, известном как Город Дьявола, имеется 202 эрозионных столба. Местные жители этот район называют «земля пирамид». С 1959 года Город Дьявола был взят под охрану государством. Он также являлся кандидатом конкурса Семь новых чудес природы.

Необычным явлением являются эрозионные столбы на северном побережье Тайваня. Находящиеся там столбы имеют вулканическое происхождение и возникли на дне моря в эпоху миоцена.

## Галерея

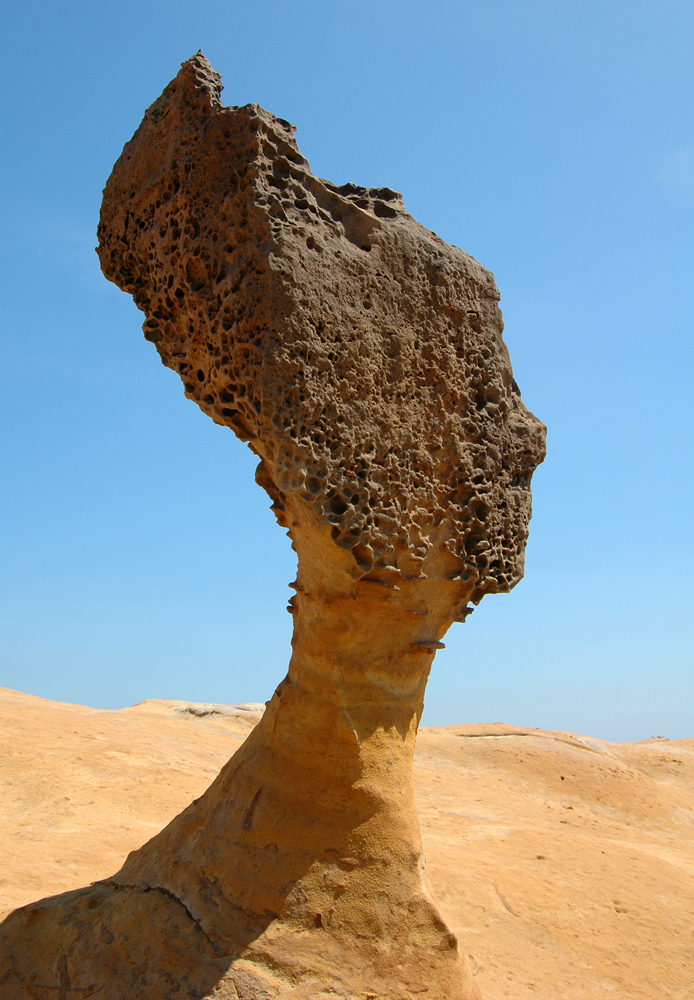
«Голова королевы»,Тайвань
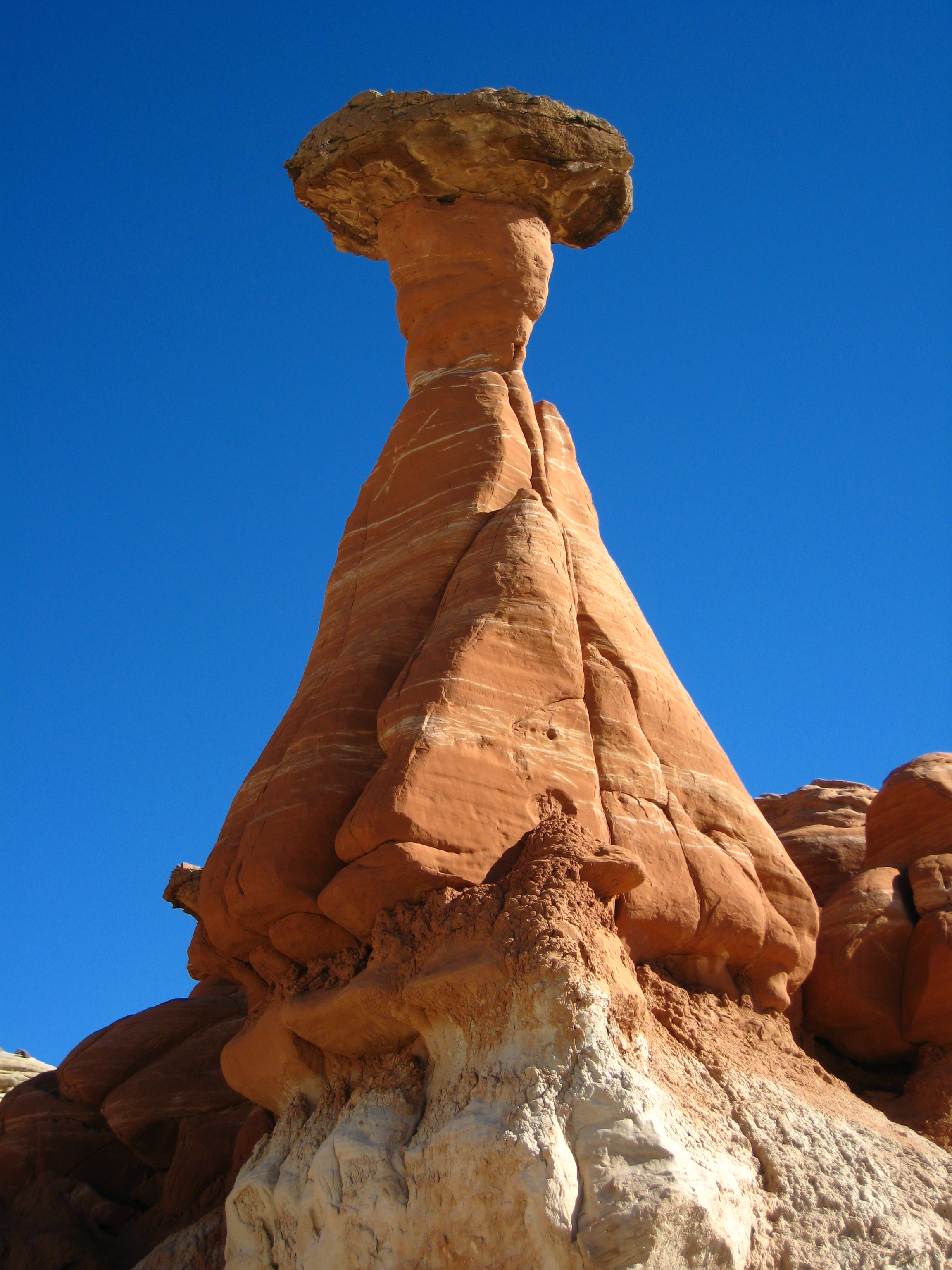
Столб в виде обеденного стола, Юта
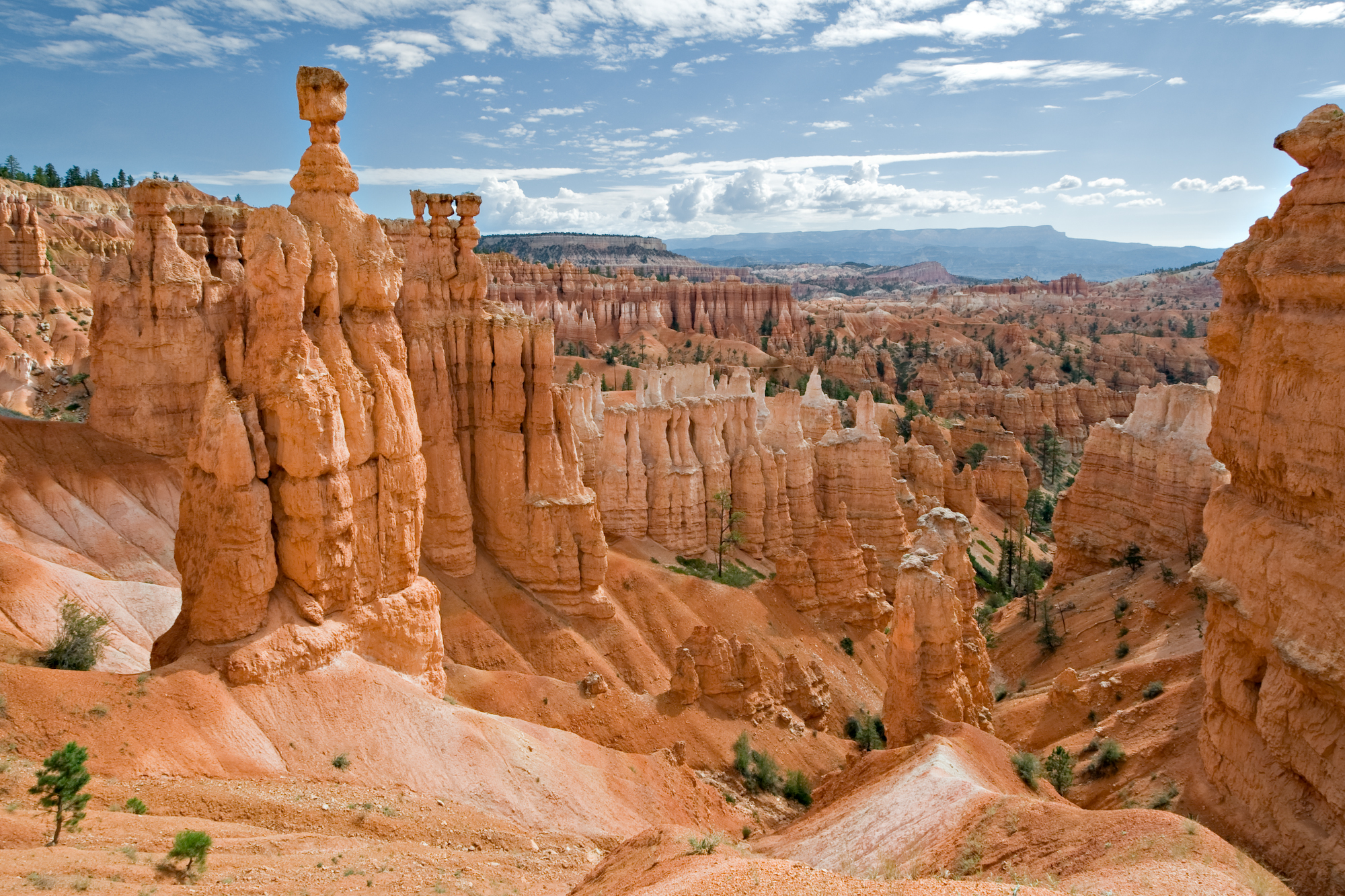
Столбы в Национальном парке Брайс-Каньон, Юта (2007)
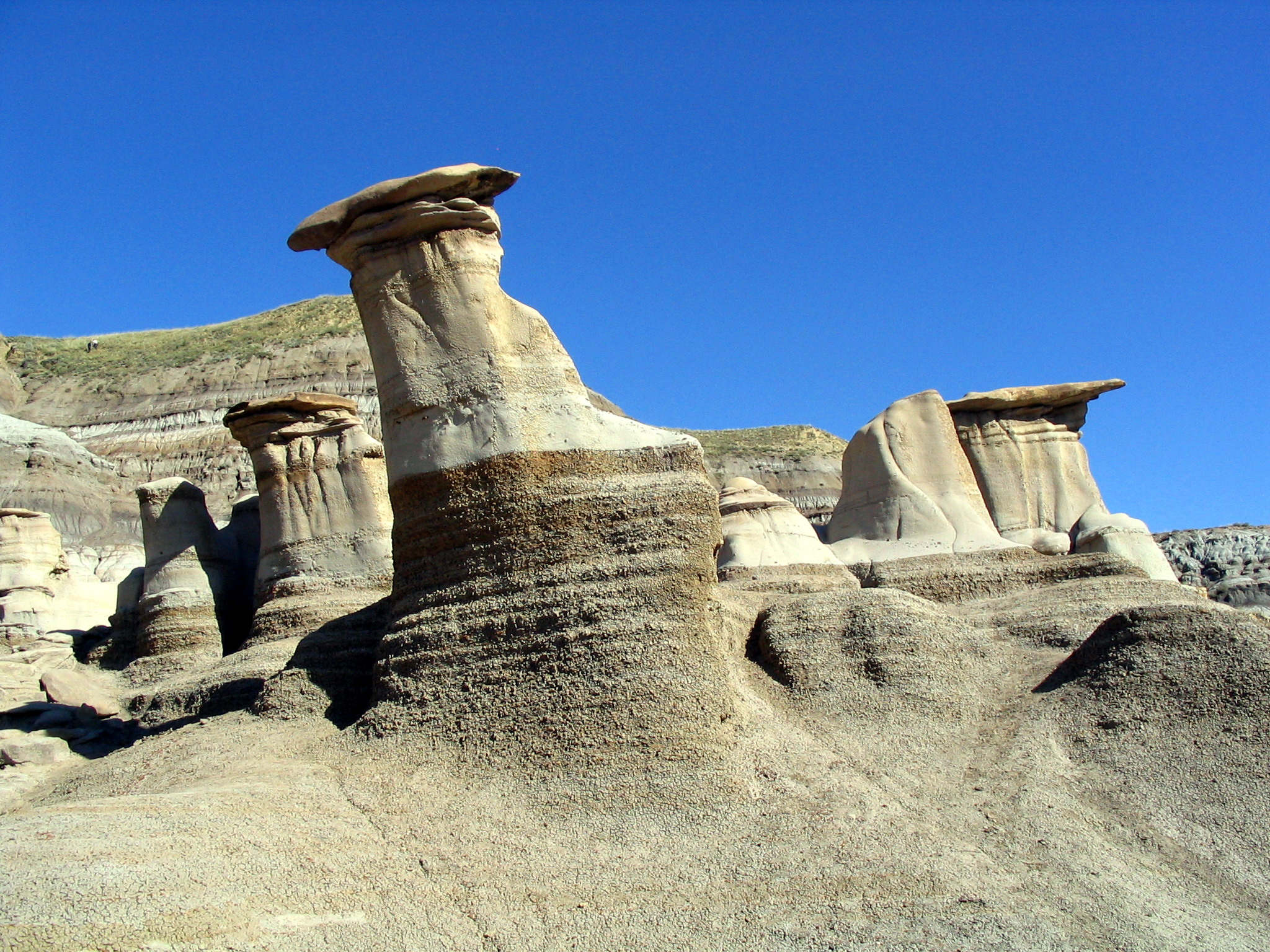
Столбы к востоку от Драмхеллера, Альберта
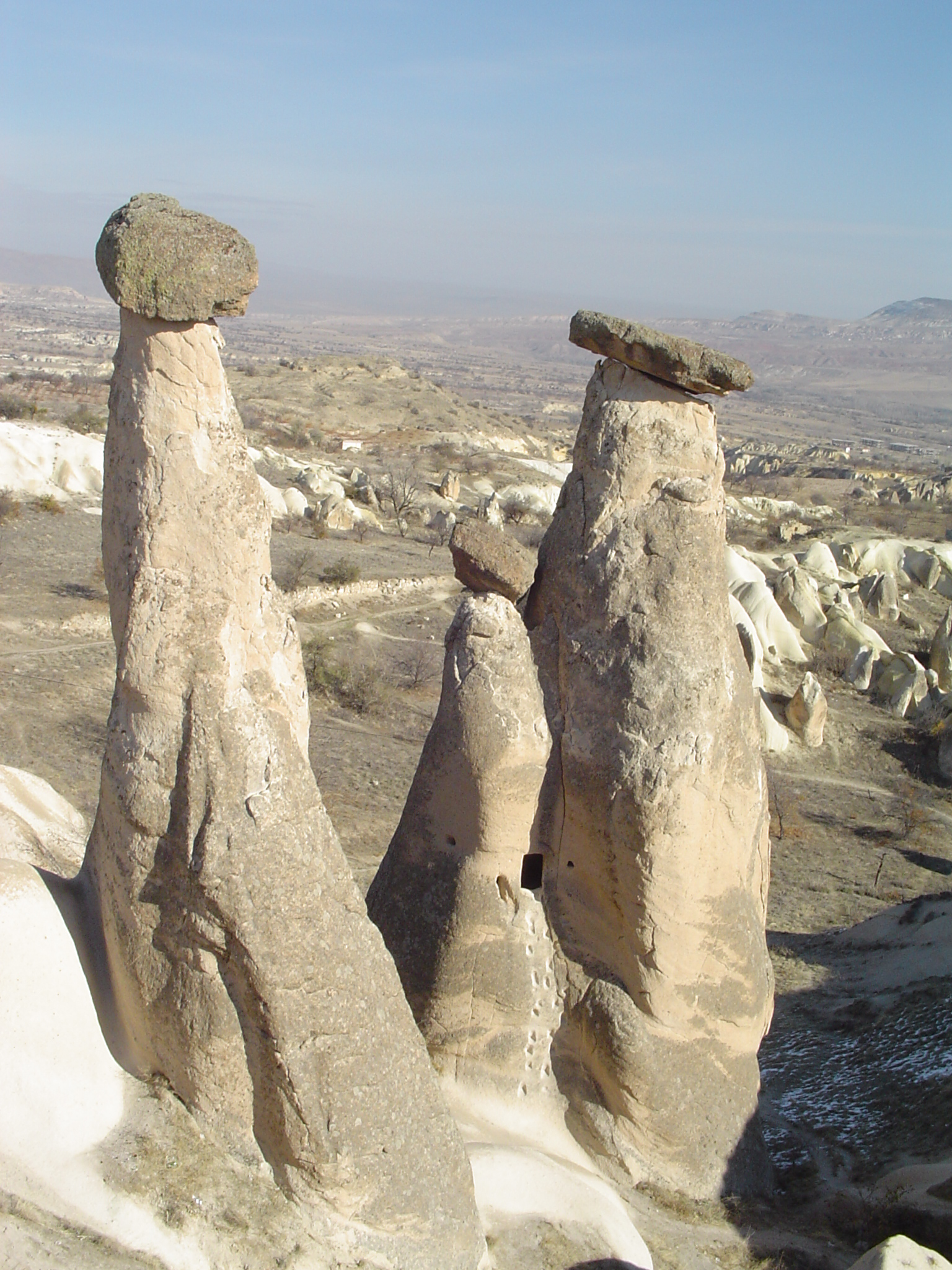
Столбы в Каппадокии, Турция